# 特洛伊希爾斯 (密蘇里州)
特洛伊希爾斯（英語：Troy Mills）是位於美國密蘇里州亞代爾縣的非建制地區。

## 歷史
特洛伊希爾斯的郵局於1868年設立，其後於1879年停運。

## 地理
特洛伊希爾斯所處的海拔為高於海平面297米（即974英呎），而該地所採用的時區為UTC-6，即北美中部時區（CST）。同時該地設有夏令時間，為UTC-6調快一小時，即UTC-5（CDT）。